# Polyalthia persicifolia
Polyalthia persicifolia este o specie de plante din genul Polyalthia, familia Annonaceae. A fost descrisă pentru prima dată de Joseph Dalton Hooker și Thomas Thomson, și a primit numele actual de la Joseph Dalton Hooker och Thomas Thomson. Conform Catalogue of Life specia Polyalthia persicifolia nu are subspecii cunoscute.